# 程文季
程 文季（てい ぶんき、生年不詳 - 579年）は、南朝陳の軍人。字は少卿。本貫は新安郡海寧県。

## 経歴
程霊洗の子として生まれた。幼くして騎射を学び、果断なことでは父の風があった。弱冠にして父の征戦に従軍して、必ず軍の先頭に立った。永定元年（557年）、陳が建国され、沌口の敗戦により父が王琳に捕らえられた。陳霸先は囚われの諸将の子弟を厚遇し、文季が最も礼容があったため、陳霸先は文季を賞賛した。永定2年（558年）、文季は通直散騎侍郎・句容県令となった。
永定3年（559年）、陳の文帝が即位すると、文季は宣恵始興王府限内中直兵参軍に任じられた。天嘉2年（561年）、始興王陳伯茂が揚州刺史となり、冶城に駐屯すると、文季は府中の軍事をすべて委ねられた。貞毅将軍・新安郡太守に任じられ、侯安都の下で留異の乱を討った。留異に呼応した向文政が新安郡に拠っていたため、文季は精兵300を率いて向文政を攻撃した。向文政は甥の向瓚に迎撃を命じたが、文季は向瓚の軍を撃破し、向文政を降伏させた。天嘉3年（562年）、始興王陳伯茂が東揚州に出て駐屯すると、文季は鎮東府中兵参軍となり、剡県県令を兼ねた。
天嘉4年（563年）、陳宝応が留異と結び、周迪を従えて臨川郡に進出してきた。文帝は信義郡太守の余孝頃を派遣して海道から晋安郡を襲撃させ、文季はこの先鋒をつとめて、連戦連勝した。天嘉5年（564年）、陳宝応の乱が平定されると、文季は凱旋して府諮議参軍に転じ、中直兵を兼ねた。臨海郡太守として出向した。まもなく父の程霊洗の駐屯する郢州城におもむいて父を補佐した。光大元年（567年）、華皎の乱にあたっては、文季は父とともに郢州の防衛にあたった。光大2年（568年）、父が死去すると、文季はその部下を引き継ぎ、超武将軍として郢州に駐屯した。文季は軍中にあって服喪の礼に従えなかったが、哀毀して身を痩せ細らせた。
太建2年（570年）、豫章郡内史となった。服喪の期間を終えると、重安県公の封を嗣いだ。都督の章昭達の下で後梁の蕭巋を討った。後梁と北周は多くの戦艦を造って、青泥の水上を置いていたが、文季は銭道戢とともに軽舟で襲撃し、それらの戦艦を焼き尽くした。章昭達は後梁の軍の油断を見計らって、文季にその外城を夜襲させ、多数の後梁兵を殺傷した。北周の軍が大規模に出動してくると、陳軍は一戦して敗れ、巴陵郡内史の雷道勤が戦死し、文季は身ひとつで逃亡した。功績により通直散騎常侍・安遠将軍の位を加えられた。
太建5年（573年）、都督の呉明徹が北伐の軍を起こすと、文季はこれに従軍した。呉明徹が秦郡を攻撃するにあたって、秦郡の南には涂水（滁河）があり、北斉の兵は巨大な柱を杭打ちして、水中に柵を立てて陳軍の進撃をはばんだ。文季は精鋭を率いてその柵をこじ開け、呉明徹が大軍を率いてその後に続き、秦郡を攻め落とした。また文季は涇州を包囲して落とし、盱眙に進攻して陥落させた。さらに呉明徹の下で寿陽を包囲した。文季は戦いのたびごとに先鋒をつとめ、北斉軍はかれをおそれて程虎と呼んだ。功績により散騎常侍・明威将軍の位を受けた。また新安郡内史を兼ね、武毅将軍の号に進んだ。
太建8年（576年）、持節・都督譙州諸軍事・安遠将軍・譙州刺史となった。この年のうちに都督北徐徐二州諸軍事・北徐州刺史となった。太建9年（577年）、再び呉明徹の北伐に従い、呂梁に堰を作って徐州を水攻めにした。太建10年（578年）春、呂梁の戦いに敗戦して、北周に捕らえられ、開府儀同三司の位を受けた。太建11年（579年）、北周から逃げ帰ろうと、渦陽まで到達したが、辺吏に捕らわれて、長安に送り返され、獄中で死去した。至徳元年（583年）にはじめてその死が陳に伝わり、後主により散騎常侍の位を追贈された。追って重安県侯に降封された。
子の程饗（程響とも）がその封を嗣いだ。

## 伝記資料
- 『陳書』巻10 列伝第4
- 『南史』巻67 列伝第57